# Néper
Le néper (symbole Np) est une unité de mesure tirant son nom du savant John Napier qui découvrit les logarithmes et écrivit la première table des logarithmes népériens.

## Définition
Bien qu'en dehors du Système international (SI), l'usage du néper est accepté dans son cadre. Il exprime la valeur de grandeurs logarithmiques telles que le niveau de champ, le niveau de puissance, le niveau de pression acoustique ou le décrément logarithmique. [réf. souhaitée] Les logarithmes naturels sont utilisés pour obtenir les valeurs numériques des grandeurs exprimées en népers. Le néper est cohérent avec le SI, mais n'a pas encore été adopté par la Conférence générale comme unité SI. Pour de plus amples informations, voir la norme internationale ISO 31.